# Суасо, Габриэль
Габриэль Алонсо Суасо Урбина (исп. Gabriel Alonso Suazo Urbina; род. 9 августа 1997, Сантьяго) — чилийский футболист, полузащитник клуба «Тулуза» и сборной Чили.

## Клубная карьера
Суасо — воспитанник клуба «Коло-Коло». 18 октября 2015 года в матче против «Сан-Маркос де Арика» он дебютировал в чилийской Примере. В своём дебютном сезоне Габриэль помог клубу выиграть чемпионат и Кубок Чили.

## Международная карьера
В 2017 года Суасо в составе молодёжной сборной Чили принял участие в молодёжном чемпионате Южной Америки в Эквадоре. На турнире он сыграл в матчах против команд Колумбии, Эквадора и Бразилии.

## Достижения
«Коло-Коло»
- Чемпионат Чили по футболу:  Апертура 2015
- Обладатель Кубка Чили: 2016

«Тулуза»
- Обладатель Кубка Франции: 2022/23